# Alfa glukozidaza
Alfa-glukozidaza (EC 3.2.1.20) je glukozidaza koja deluje na 1,4-alfa veze. To je u kontrastu sa beta glukozidazom. Alfa-glukozidaza razlaže skrob i disaharide do glukoze. Maltaza, sličan enzim koji preseca maltozu, je funkcionalno ekvivalentna.
Primeri drugih glukozidaza su:
- Celulaza
- Beta glukozidaza

## Mehanizam
Alfa-glukozidaza hidrolizuje krajnju neredukujuću 1-4 vezanu alfa-glukozu i oslobađa jedan molekul monomer.
Alfa-glukozidaza je ugljeno hidratna hidrolaza koja odseca samo alfa-glukoze. Beta-glukoze se mogu odvojiti glukoamilazom. Selektivnost alfa-glukozidaze je proističe iz afiniteta supstrata za aktivno mesto enzima.

## Literatura
- Nicholas C. Price; Lewis Stevens (1999). Fundamentals of Enzymology: The Cell and Molecular Biology of Catalytic Proteins (Third изд.). USA: Oxford University Press. ISBN 019850229X.
- Eric J. Toone (2006). Advances in Enzymology and Related Areas of Molecular Biology, Protein Evolution (Volume 75 изд.). Wiley-Interscience. ISBN 0471205036.
- Branden C; Tooze J. Introduction to Protein Structure. New York, NY: Garland Publishing. ISBN 0-8153-2305-0.
- Irwin H. Segel. Enzyme Kinetics: Behavior and Analysis of Rapid Equilibrium and Steady-State Enzyme Systems (Book 44 изд.). Wiley Classics Library. ISBN 0471303097.